# Държавно устройство на Китай
Политическата система и форма на управление в Китайската народна република е еднопартийна и се осъществява в рамките на социалистическа република, управлявана от Комунистическата партия на Китай. Ръководната роля на Комунистическата партия се посочва в Конституцията на Китайската народна република. Държавната власт се упражнява чрез Комунистическата партия, Централното народно правителство и тяхното регионално и местно представителство.
Съгласно двойната ръководна система, всяко местно Бюро или офис е под съвместното управление на местния лидер и лидера на съответния офис, бюро или министерство на по-високо ниво. Членовете на Общокитайското събрание на народните представители на ниво окръг се избират от гласоподаватели. Тези Народни събрания на областно ниво имат за отговорност да надзирават местното правителство, и да избират членовете на Провинциалното(или Общинско, в случай на независими общини) събрание на народните представители.

## Комунистическа партия
С повече от 80 милиона членове, Комунистическата партия на Китай (ККП) продължава да доминира в правителството. В периоди на относителна либерализация, влиянието на хора и групи извън формалната партийна структура с тенденция се увеличава, особено в икономическата сфера. При тази система на централизирана икономика, всяко държавно предприятие се изисква да има партиен комитет. Въвеждането на пазарна икономика означава, че съществуват икономически институции над които държавата няма власт или тя е ограничена.
Въпреки това, във всички държавни институции на КНР, партийните комитети на всички нива поддържат силна и централна роля в администрацията, особено когато е свързано с политика и аспекти свързани с нея.
Централният партиен контрол е най-стегнат в централните правителствени офиси и в градските икономически, индустриални и културни среди; той е значително по-свободен в правителствените и партийни предприятия в селските региони, където мнозинството от континентални китайци живее.
Основните органи на властта в Комунистическата партия включват:
- Генерален секретар, който е най-високопоставеното длъжностно лице в партията и обикновено е китайският върховен лидер
- Политбюро на ЦК на ККП – състои се от 22-ма члена (включващи членовете на Постоянния комитет на Политбюро)
- Постоянен комитет на Политбюро на ЦК на ККП е най-мощният държавен орган, който взима решения в Китай и се състои от седем члена
- Секретариат на ЦК на ККП е основният административен механизъм на ККП и се оглавява от държавния секретар
- Централна военна комисия
- Централна комисия на ККП по проверка на дисциплината се занимава с изкореняване на корупцията и злоупотребите сред партийните кадри

## Административно деление
| Име                                              | Мандарин         | пинин                     | съкратено           | адм. център | площ (км2) | население (в млн.) |
| Провинции                                        | Провинции        | Провинции                 | Провинции           | Провинции   | Провинции  | Провинции          |
| ------------------------------------------------ | ---------------- | ------------------------- | ------------------- | ----------- | ---------- | ------------------ |
| Анхуей                                           | 安徽             | Ānhūi                     | 皖 wǎn              | Хъфей       | 139 900    | 62 191,5           |
| Фудзиен                                          | 福建             | Fújiàn                    | 闽 mǐn              | Фуджоу      | 123 100    | 36 061,9           |
| Гансу                                            | 甘肃             | Gānsù                     | 甘 gān lub 陇 lǒng  | Ланджоу     | 366 500    | 26 617,9           |
| Гуандун                                          | 广东             | Guǎngdōng                 | 粤 yuè              | Гуанджоу    | 197 100    | 89 786,0           |
| Гуейджоу                                         | 贵州             | Gùizhōu                   | 黔 qián lub 贵 gùi  | Гуей-ян     | 174 000    | 36 623,0           |
| Хайнан                                           | 海南             | Hǎinán                    | 琼 qióng            | Хайкоу      | 34 300     | 8176,5             |
| Хъбей                                            | 河北             | Héběi                     | 冀 jì               | Шъдзяджуан  | 202 700    | 70 066,7           |
| Хъйлундзян                                       | 黑龙江           | Hēilóngjiāng              | 黑 hēi              | Харбин      | 463 600    | 38 326,8           |
| Хънан                                            | 河南             | Hénán                     | 豫 yù               | Джънджоу    | 167 000    | 96 165,2           |
| Хубей                                            | 湖北             | Húběi                     | 鄂 è                | Ухан        | 187 500    | 62 627,9           |
| Хунан                                            | 湖南             | Húnán                     | 湘 xiāng            | Чанша       | 210 500    | 66 908,3           |
| Джъдзян                                          | 浙江             | Zhèjiāng                  | 浙 zhè              | Ханджоу     | 101 800    | 48 591,7           |
| Дзянсу                                           | 江苏             | Jiāngsū                   | 苏 sū               | Нандзин     | 102 200    | 77 277,1           |
| Дзянси                                           | 江西             | Jiāngxī                   | 赣 gàn              | Нанчан      | 164 800    | 43 012,5           |
| Дзилин                                           | 吉林             | Jílín                     | 吉 jí               | Чанчун      | 187 000    | 28 342,5           |
| Ляонин                                           | 辽宁             | Liáoníng                  | 辽 liáo             | Шън-ян      | 151 000    | 44 030,7           |
| Цинхай                                           | 青海             | Qīnghǎi                   | 青 qīng             | Синин       | 721 000    | 5381,8             |
| Шънси                                            | 陕西             | Shǎnxī                    | 陕 shǎn lub 秦 qín  | Си-ан       | 195 800    | 37 454,1           |
| Шандун                                           | 山东             | Shāndōng                  | 鲁 lǔ               | Дзинан      | 153 300    | 94 326,2           |
| Шанси                                            | 山西             | Shānxī                    | 晋 jìn              | Тай-юен     | 157 100    | 34 254,2           |
| Съчуан                                           | 四川             | Sìchuān                   | 川 chuān lub 蜀 shǔ | Чънду       | 487 000    | 86 534,1           |
| Юннан                                            | 云南             | Yúnnán                    | 滇 diān lub 云 yún  | Кунмин      | 436 200    | 44 550,1           |
| Автономни райони                                 |                  |                           |                     |             |            |                    |
| Гуанси-джуански                                  | 广西壮族自治区   | Guǎngxī Zhuàngzú Zìzhìqū  | 桂 Guì              | Наннин      | 220 400    | 46 638,4           |
| Вътрешна Монголия                                | 内蒙古自治区     | Nèiměnggǔ Zìzhìqū         | 内蒙古 Nèiměnggǔ    | Хоххот      | 1 177 500  | 24 685,4           |
| Нинся-хуейски                                    | 宁夏回族自治区   | Níngxià Húizú Zìzhìqū     | 宁 níng             | Инчуан      | 66 400     | 5838,9             |
| Синдзян-уйгурски                                 | 新疆维吾尔自治区 | Xīnjiāng Wéiwú'ěr Zìzhìqū | 新 xīn              | Урумчи      | 1 646 800  | 19 999,8           |
| Тибетски                                         | 西藏自治区       | Xīzàng Zìzhìqū            | 藏 zàng             | Лхаса       | 1 221 600  | 2722,0             |
| Градове на централно подчинение (муниципалитети) |                  |                           |                     |             |            |                    |
| Пекин                                            | 北京             | Běijīng                   | 京 jīng             | –           | 17 800     | 14 358,3           |
| Тиендзин                                         | 天津             | Tiānjīn                   | 津 jīn              | –           | 11 300     | 10 399,9           |
| Чунцин                                           | 重庆             | Chóngqìng                 | 渝 yú               | –           | 82 366     | 32 103,5           |
| Шанхай                                           | 上海             | Shànghǎi                  | 沪 hù               | –           | 5800       | 17 392,0           |
| Специални административни райони                 |                  |                           |                     |             |            |                    |
| Хонконг                                          | 香港             | Xiānggǎng                 | 港 gǎng             | –           | 1092       | 7230,3             |
| Макао                                            | 澳門             | Àomén                     | 澳 ào               | –           | 21         | 457,1              |

## Държавни лидери

### Правителствени лидери
- Президента и Вицепрезидента се избират от Общокитайското събрание на народните представители да служат в срок от 5 години. Държавния съвет също се назначава от Общокитайското събрание на народните представители.

| Офис                                                                                          | Име | Партия | От кога е на власт |
| --------------------------------------------------------------------------------------------- | --- | --- | ------------------ |
| Президент                                                                                     | Си Дзинпин | Комунистическа партия на Китай | 15 март 2013       |
| Вицепрезидент                                                                                 | Ли Юанчао | Комунистическа партия на Китай | 15 март 2013       |
| Премиер на Държавен съвет                                                                     | Ли Цян | Комунистическа партия на Китай | 11 март 2023       |
| Вицепремиери на Държавен съвет                                                                | Джан ГаолиЛиу Йендун Уан Ян Ма Кай | Комунистическа партия на Китай | 15 март 2008       |
| 'Председател на Постоянен комитет на 'Общокитайското събрание на народните представители      | Джан Дъдзян | Комунистическа партия на Китай | 14 март 2013       |
| 'Вице-председател на Постоянен комитет на 'Общокитайското събрание на народните представители | - Уан Джаогуо - Лу Юнсян - Уюнцимугъ - Хан Цидъ - Хуа Дзиенмин - Чън Джъли - Джоу Тиенун - Ли Дзиенгуо - Симаи-Тиеливарди - Дзян Шушен - Чън Чанджъ - Йен Дзюнци - Сан Гуоуей | - Комунистическа партия на Китай - Революционен комитет на китайския Куоминтан - Китайска демократична лига - Национал-демократическа асоциация на строителите - Китайска асоциация за промотиране на демокрация - Китайска демократична партия на селяните и работниците - Китайска партия за справедливост - Общество 3-ти септември - Лига за демократическа автономия на Тайван - непартийна личност - непартийна личност - непартийна личност - непартийна личност | 15 март 2003       |
| Председател на Централната военна комисия                                                     | Си Дзинпин | Комунистическа партия на Китай | 15 ноември 2012    |
| Вице-председател на Централна военна комисия                                                  | - Фан Чанлон - Сю Цилян | Комунистическа партия на Китай | ноември 2012       |

### Постоянен комитет на Политбюро
| Име:         | Си Дзинпин |
| Родно място: |            |
|              |            |
|              |            |

| Име:         |  |
| Родно място: |  |
|              |  |
|              |  |

## Председател
Председателят на Китайската народна република е държавен глава на страната. Постът е учреден с Конституцията от 1982 година. Формално се избира от Всекитайското събрание на народните представители съгласно чл. 62 от Конституцията. На практика китайският парламент формално избира председателя на КНР, след като последният е препоръчан от политбюрото на ЦК на Китайската комунистическа партия. Понастоящем действащ председател на КНР е Ху Дзинтао, а заместник-председател – Си Дзинпин.

## Изпълнителна власт
Държавният съвет на Китайската народна република е висш държавен орган на изпълнителната власт в страната. Провежда прилагането на законите и постановленията, разработени и приети от Всекитайското събрание на народните представители и неговия Постоянен комитет (реалното законодателство в КНР е в ръцете на Политбюро на ЦК на ККП). Според конституцията на страната Държавният съвет (правителството) на КНР носи политическа отговорност пред Всекитайското събрание. Китайското правителство има пълномощия да определя административни мероприятия, да формулира административно-правни актове, да издава постановления и разпореждания.

## Законодателна власт
Общокитайското събрание на народните представители или съкратено ОСНП е висшият законодателен орган (парламент) на Китайската народна република. Съгласно конституцията на КНР Общокитайското събрание е най-висшият държавен орган в страната. В състава му влизат народни представители, избрани от провинциите, автономните региони, градовете на централно подчинение и въоръжените сили.

## Съдебна власт
Върховният съд е най-висшият съд в Китай. Хонконг и Макао, като специални административни райони, имат свои отделни съдебни системи, базирани на британските законови традиции и португалските граждански правни традиции съответно, и са извън юрисдикцията на Върховния народен съд на Китай.

## Участие в интернационални организации
- Банка за международни разплащания